# Liste der Kulturgüter in Worben
Die Liste der Kulturgüter in Worben enthält alle Objekte in der Gemeinde Worben im Kanton Bern, die gemäss der Haager Konvention zum Schutz von Kulturgut bei bewaffneten Konflikten, dem Bundesgesetz vom 20. Juni 2014 über den Schutz der Kulturgüter bei bewaffneten Konflikten sowie der Verordnung vom 29. Oktober 2014 über den Schutz der Kulturgüter bei bewaffneten Konflikten unter Schutz stehen.
Es sind weder A-Objekte noch B-Objekte auf dem Gemeindegebiet ausgewiesen, Objekte der Kategorie C fehlen zurzeit (Stand: 7. Mai 2024). Unter übrige Baudenkmäler sind Objekte zu finden, die im Bauinventar des Kantons Bern als «schützenswert» verzeichnet sind.

## Übrige Baudenkmäler
Hinweis: Als Objekt-Identifikator (ID) wird die Grundstücksnummer verwendet.
| ID            | Foto |                                                                                                 | Objekt                                                      | Typ | Standort                                | Beschreibung |
| ------------- | ---- | ----------------------------------------------------------------------------------------------- | ----------------------------------------------------------- | --- | --------------------------------------- | ------------ |
| 85            | ja   | Datei hochladen · Wikidata zu Ehemaliges Schulhaus / heute Gemeindeverwaltung (Q115122491)      | Ehemaliges Schulhaus (1911)                                 | G   | Hauptstrasse 19 588906 / 216550         |              |
| 236           | ja   | Datei hochladen · Wikidata zu Bauernhaus (1817) (Q125833166)                                    | Bauernhaus (1817)                                           | G   | Hauptstrasse 44 588682 / 216295         |              |
| 245           | ja   | Datei hochladen · Wikidata zu Speicher (1837) (Q115141283)                                      | Speicher (1837); von Meinisberg hierher versetzt            | G   | Hauptstrasse 21c 588877 / 216506        |              |
| 286           | ja   | Datei hochladen · Wikidata zu Wohnstock (Q115122628)                                            | Wohnstock (um 1900)                                         | G   | Fencherenweg 13 589276 / 216161         |              |
| 289; 327; 276 | ja   | Datei hochladen · Wikidata zu Ehemaliges Hotel «Neubad zum Sternen» (Q115122723)                | Ehemaliges Hotel «Neubad zum Sternen» (1892–99)             | G   | Hauptstrasse 46, 48, 50 588670 / 216250 |              |
| 304           | ja   | Datei hochladen · Wikidata zu Sogenannter «Spycher» mit Remise und Wohngelegenheit (Q115122905) | Sogenannter «Spycher» mit Remise und Wohngelegenheit (1908) | G   | Seeland-Heim 10 588832 / 215966         |              |

Hinweis zur Legende: Anstelle der KGS-Nummer wird als Objekt-Identifikator (ID) die Grundstücksnummer verwendet.